# American Psycho (romanzo)
American Psycho è un romanzo di Bret Easton Ellis pubblicato nel 1991.
Ellis descrive la frenetica New York degli anni ottanta dal punto di vista di Patrick Bateman, un apparente giovane di successo dietro cui si cela un pericoloso serial killer. 
Il romanzo ebbe un enorme successo, grazie alla rappresentazione critica della frivola New York degli yuppies; ma suscitò una serie di accese polemiche (sia tra i critici, sia tra i lettori), a causa delle descrizioni troppo realistiche soprattutto di violenza, brutalità e misoginia. 

## Trama
New York, metà anni '80. Patrick Bateman, yuppie di Wall Street ventisettenne, laureato alla prestigiosa Università di Harvard, lavora a Wall Street ed ha una fidanzata ricca, attraente e superficiale, delle amanti altrettanto superficiali e una cerchia di amici e colleghi assolutamente identici a lui, tant'è che viene continuamente scambiato per l'uno o l'altro. Giudica le persone che gli gravitano attorno a seconda di quali abiti indossano (tutti capi firmati, come i suoi, e dei quali lui riconosce a colpo sicuro lo stilista e che descrive minuziosamente), fa lunghe sessioni di ginnastica nella palestra più esclusiva, beve "venti litri di acqua Evian al giorno" e trascorre notti a base di sesso, alcol e cocaina nei locali più esclusivi di Manhattan, annoiandosi però regolarmente. La mattina è quindi scandita dal lavoro in ambito finanziario, mentre la sera è all'insegna di ristoranti di lusso, feste in appartamento e locali notturni.
Le luci, i colori, i suoni, le immagini patinate sono il ritratto degli anni '80. Ma la vita di Bateman è scandita da ritmi incalzanti e deliranti, e soprattutto da folli ossessioni: riuscire a prenotare un tavolo al "Dorsia", il ristorante più frequentato dal suo idolo Donald Trump, saperne di più sul misterioso "Portafoglio Fisher" gestito dallo scaltro collega Paul Owen, noleggiare in continuazione, in modo maniacale, la videocassetta del film Omicidio a luci rosse, non perdere una puntata del Patty Winters Show dedicato ai più variegati casi umani.
Nel corso del romanzo però emerge, dapprima con minuscoli indizi, e poi via via con scene sempre più dirette, il fatto che di notte il ricco e elegante "ragazzo della porta accanto" si trasforma in un mostro omicida, in un torturatore freddo, metodico e spietato. A tal punto che la routine quotidiana, la vita in un lusso privo di contenuti e gli istinti e le pulsioni più terribili si fondono in un cocktail micidiale, emblematico del vuoto valoriale tipici di quel periodo e di quel gruppo sociale.

## Opere derivate
Nel 2000 è uscito l'omonimo film diretto da Mary Harron per la Universal Pictures, con Christian Bale nella parte di Bateman. Nel 2024 è stato annunciato un nuovo film di American Psycho diretto da Luca Guadagnino e con Austin Butler protagonista.

## Edizioni in italiano
- Bret Easton Ellis, American psycho, traduzione di Pier Francesco Paolini, Milano: Bompiani, 1991
- Bret Easton Ellis, American psycho, Milano: Fabbri, 1994
- Bret Easton Ellis, American psycho, traduzione di Giuseppe Culicchia, Torino: Einaudi, 2001
- Bret Easton Ellis, American psycho, traduzione di Giuseppe Culicchia, Milano: Il sole 24 ore, 2015